# Gruekedel
En gruekedel er en stor gryde eller kogekar, enten indmuret fritstående eller hængende. Kedlen var datidens "vaskemaskine", men brugtes også til bl.a. ølbrygning og plantefarvning. Betegnelsen kommer af, at man hængte kedlen over en "grue" eller "grube", der betyder "fordybning", og henviser til det åbne ildsteds fordybning hvori bålet fandtes.
Indmurede gruekedler blev traditionelt opvarmet nedefra ved brænde, fra et fyrhul under kedlen. De frithængende, der oftest blev fremstillet i jern eller kobber, blev hængt over ildstedet.
En "indmuret" gruekedel stod oftest nedsænket i en dertil opbygget sten-eller betonsætning. Nedenfor fandtes et brandkammer med tilsluttet skorsten, hvorfra man opvarmede kedlens indhold.
Fritstående gruekedler, der kom til senere, blev fremstillet med et dertilhørende lille tilpasset brændekomfur af støbejern, som kedlen blev placeret ovenpå.
Endnu senere kom så gruekedler, der blev opvarmet ved hjælp af gas. Disse produceres stadig den dag i dag.